# Ferdinand Keller (piłkarz)
Ferdinand Keller (ur. 30 lipca 1946 w Monachium, zm. 11 grudnia 2023) – niemiecki piłkarz występujący na pozycji napastnika.

## Kariera klubowa
Keller zawodową karierę rozpoczynał w klubie TSV 1860 Monachium. W Bundeslidze zadebiutował 16 sierpnia 1969 w bezbramkowo zremisowanym spotkaniu z Alemannią Akwizgran. 23 sierpnia 1969 w wygranym 2:0 meczu z Herthą Berlin strzelił pierwszego gola w trakcie gry w Bundeslidze. W sezonie 1969/1970 spadł z klubem do Regionalligi. Wówczas odszedł z zespołu.
Latem 1970 roku trafił do pierwszoligowego Hannoveru 96. Zadebiutował tam 15 sierpnia 1970 w przegranym 0:2 ligowym pojedynku z Rot-Weiss Essen. W Hannoverze spędził dwa sezony. W 1972 roku powrócił do TSV 1860 Monachium, grającego w Regionallidze. Grał tam przez cztery lata. W 1976 roku podpisał kontrakt z pierwszoligowym Hamburgerem SV. Pierwszy ligowy mecz zaliczył tam 10 października 1976 przeciwko VfL Bochum (2:4). W 1977 roku zdobył z klubem Puchar Zdobywców Pucharów. W 1978 roku został graczem drugoligowej Borussii Neunkirchen, a rok później zakończył karierę.

## Kariera reprezentacyjna
Keller rozegrał jedno spotkanie w reprezentacji Niemiec. Był to towarzyski mecz przeciwko Austrii (2:0) rozegrany 3 września 1975.